# Права (геометрия)
 Тази статия е за геометричния обект.  За за социалната концепция вижте Права.  
Прàвата (също прàва линия) е едно от основните понятия в геометрията, което се определя само по косвен начин чрез аксиомите. Прàвата се състои от безброй много точки.

## Свойства на правата в Евклидовата геометрия
- Между две точки може да се прокара само една права.
- В равнината две прави или съвпадат, или се пресичат в една точка, или са успоредни.
- В триизмерното пространство има 3 варианта за взаимно положение на правите:

1. пресичат се
2. успоредни са
3. кръстосани са

- В равнинна декартова координатна система правата се задава с линейно уравнение с едно неизвестно (от първа степен), а в триизмерното пространство — със система от уравнения от първа степен.